# 阿波斯托洛斯·赫里斯图
阿波斯托洛斯·赫里斯图（希臘語：Απόστολος Χρήστου，1996年11月1日—）生于雅典，是一名希腊男子游泳运动员，主攻仰泳。他在7岁时，父母为了他能够锻炼身体将他送去学游泳，一开始他因不会游泳，在练习上遇到了一些困难，一段时间过后，他开始享受这项运动。他的弟弟也和他一样从事游泳运动。2014年9月，他进入比雷埃夫斯大学修读海事研究专业。